# Ухов, Владимир Васильевич
Владимир Васильевич Ухов (21 января 1924, Петроград — 25 мая 1996) — советский легкоатлет (спортивная ходьба), чемпион и призёр чемпионатов СССР, чемпион Европы, рекордсмен СССР и мира, участник летних Олимпийских игр 1952 года в Хельсинки, Заслуженный мастер спорта СССР (1954). Работал доцентом кафедры лёгкой атлетики университета имени Лесгафта. Кандидат педагогических наук, учёный секретарь, автор ряда научных работ. В 1970-х годах был проректором института физкультуры имени П. Ф. Лесгафта.

## Спортивные результаты
- Чемпионат СССР по лёгкой атлетике 1947:
  - Спортивная ходьба на 20 километров — ;
- Чемпионат СССР по лёгкой атлетике 1949:
  - Спортивная ходьба на 50 километров — ;
- Чемпионат СССР по лёгкой атлетике 1952:
  - Спортивная ходьба на 50 километров —  (4:20.30 — мировой рекорд);
- Чемпионат СССР по лёгкой атлетике 1954:
  - Спортивная ходьба на 50 километров — ;

На Олимпийских играх 1952 года в Хельсинки занял 6 место на дистанции 50 км.